# エチェル
エチェル（Ecser [ˈɛtʃɛr]、スロバキア語: Ečer）は、ハンガリーのペシュト県にある人口約3500人の村。首都ブダペスト近郊にあり、首都圏 (Budapest metropolitan area) に含まれる。
この村の名は、フォークダンス「エチェル村の結婚式」（Wedding at Ecser）で知られている。

## 地理
エチェルは、ブダペスト中心部から東南へ約20km離れており、フェレンツ・リスト国際空港の傍らにある。村の近くには、高速道路 M0 が走っている。また、ブダペストから Újszász を経由してソルノクまでを結ぶ鉄道路線 120a が通っており、駅がある。ブダペスト市域に接し、また隣接してマグロード、ヴェチーシュ、ギョムロー、ユローの諸町村がある。

## 歴史
記録の上で、エチェルの名を最初に確認できるのは、1315年12月15日である。
伝説によれば9世紀末、マジャル人の王アールパードがここで小休止をとった際に村の名を訊ねたが、住人たちは答えられなかった。このためアールパードはオーク（ハンガリー語: cser）にちなんで名をつけ、これが「エチェル」になったという。
オスマン帝国統治下の時代（1526年 - 1686年）、とくにブダ付近で戦いのあと、村は消滅していた。住民が戻ってきたのは1699年のことである。ラーコーツィの独立戦争（1703年 - 1711年）には村から11人の兵士が加わっている。
1700年代の初め、村の領主である アンタル・グラシャルコヴィチュ (Antal Grassalkovich) 伯爵は、スロバキア人を受け入れた。現在もこの町には、スロバキア人マイノリティの住民がいる。

## みどころ
村には、1740年に建てられたカトリック教会がある。
村はまた、世界的に有名なフォークダンス「エチェル村の結婚式」 (ハンガリー語: Ecseri lakodalmas）で知られている。
教会、フォークダンス、地名伝承にあるオークは村の象徴であり、村の紋章にも、教会、フォークダンスをする人々、3本のオークの木が描かれている。

## 姉妹都市
エチェルは次の都市と姉妹都市協定を結んでいる。
- ズラテー・クラシ（英語版） (スロヴァキア・トルナヴァ州)
- クンバ（英語版） (トルコ)

## ギャラリー

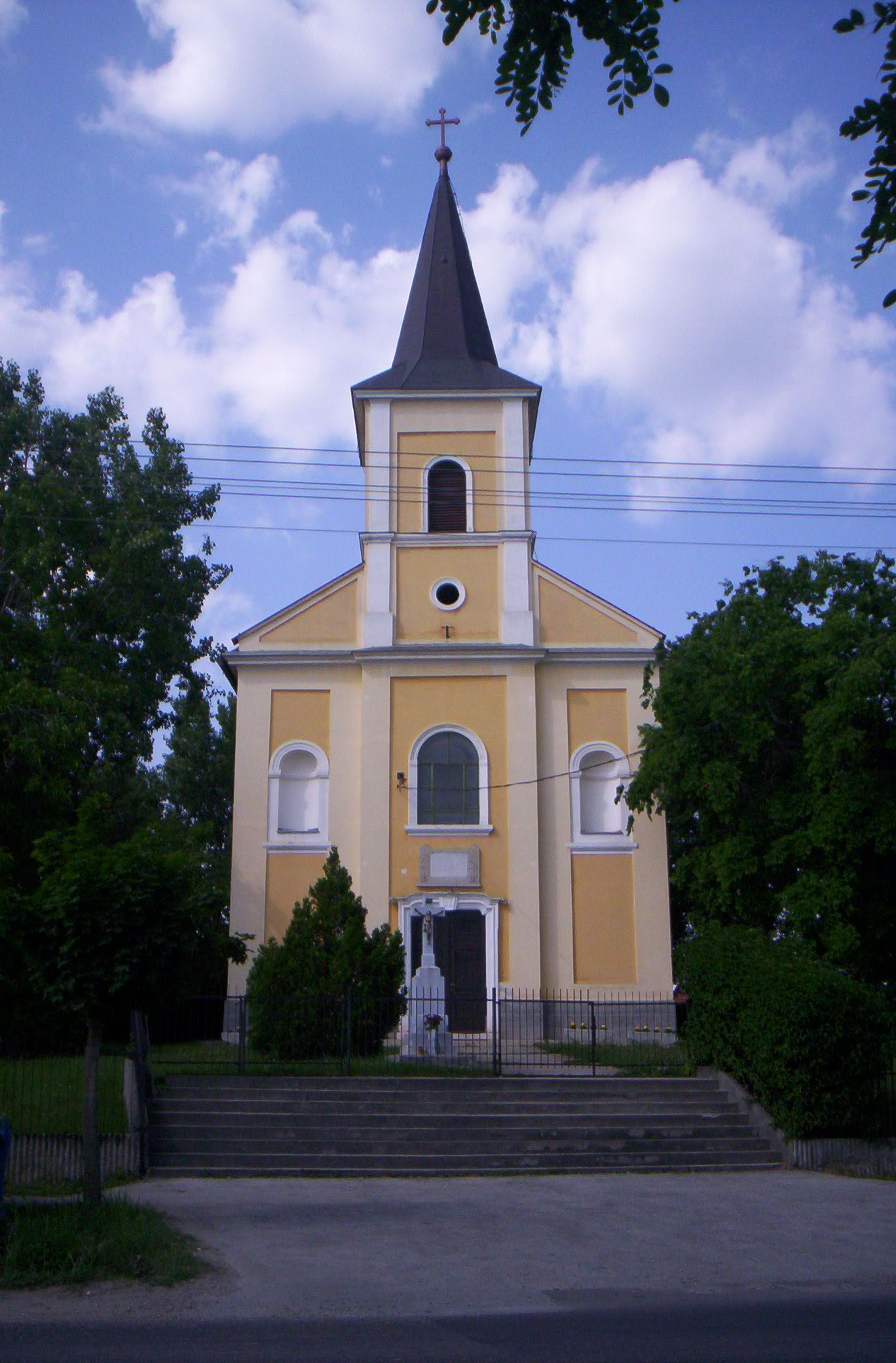
エチェルのカトリック教会
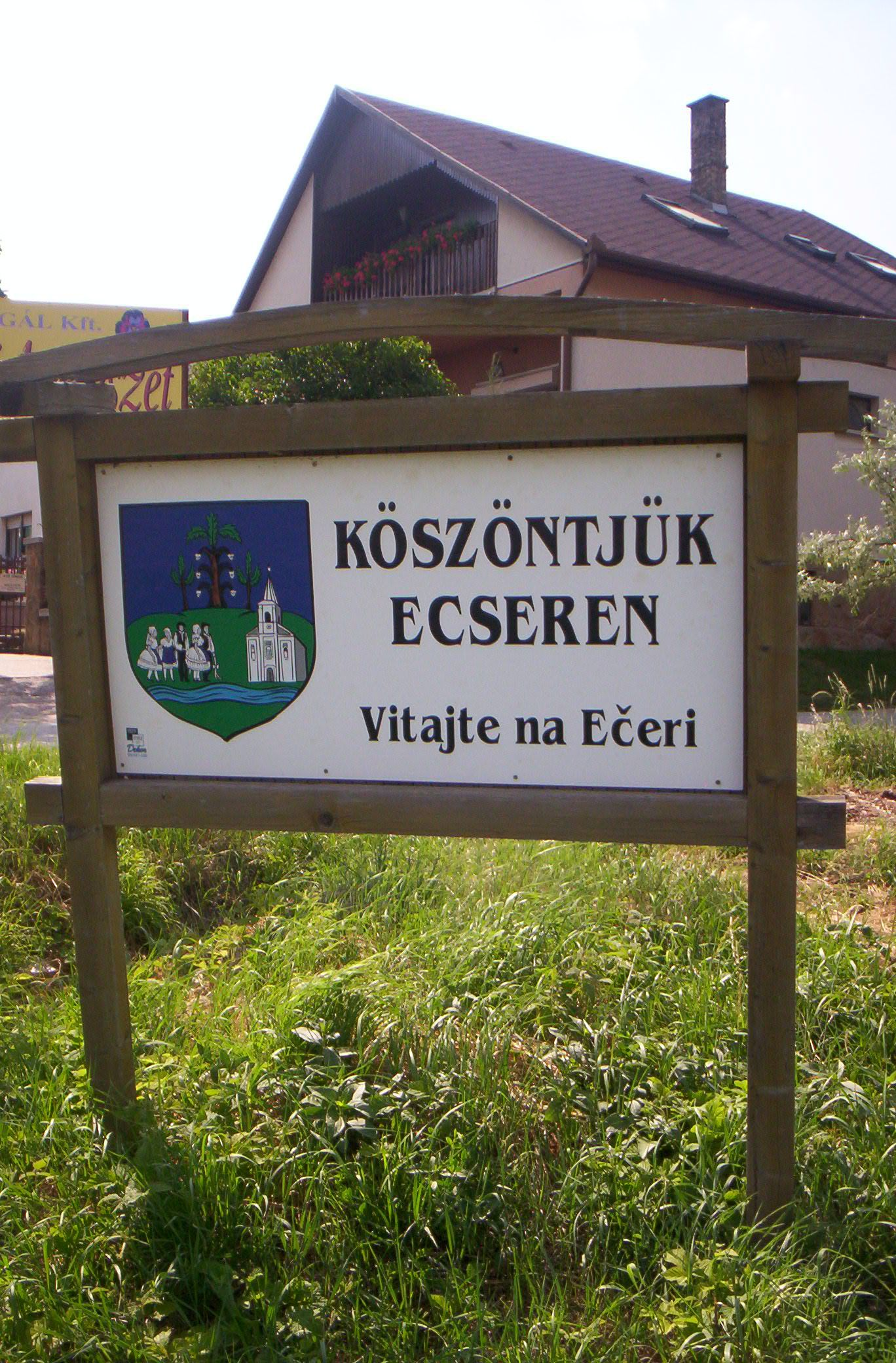
村の入り口の看板は、ハンガリー語とスロバキア語で書かれている
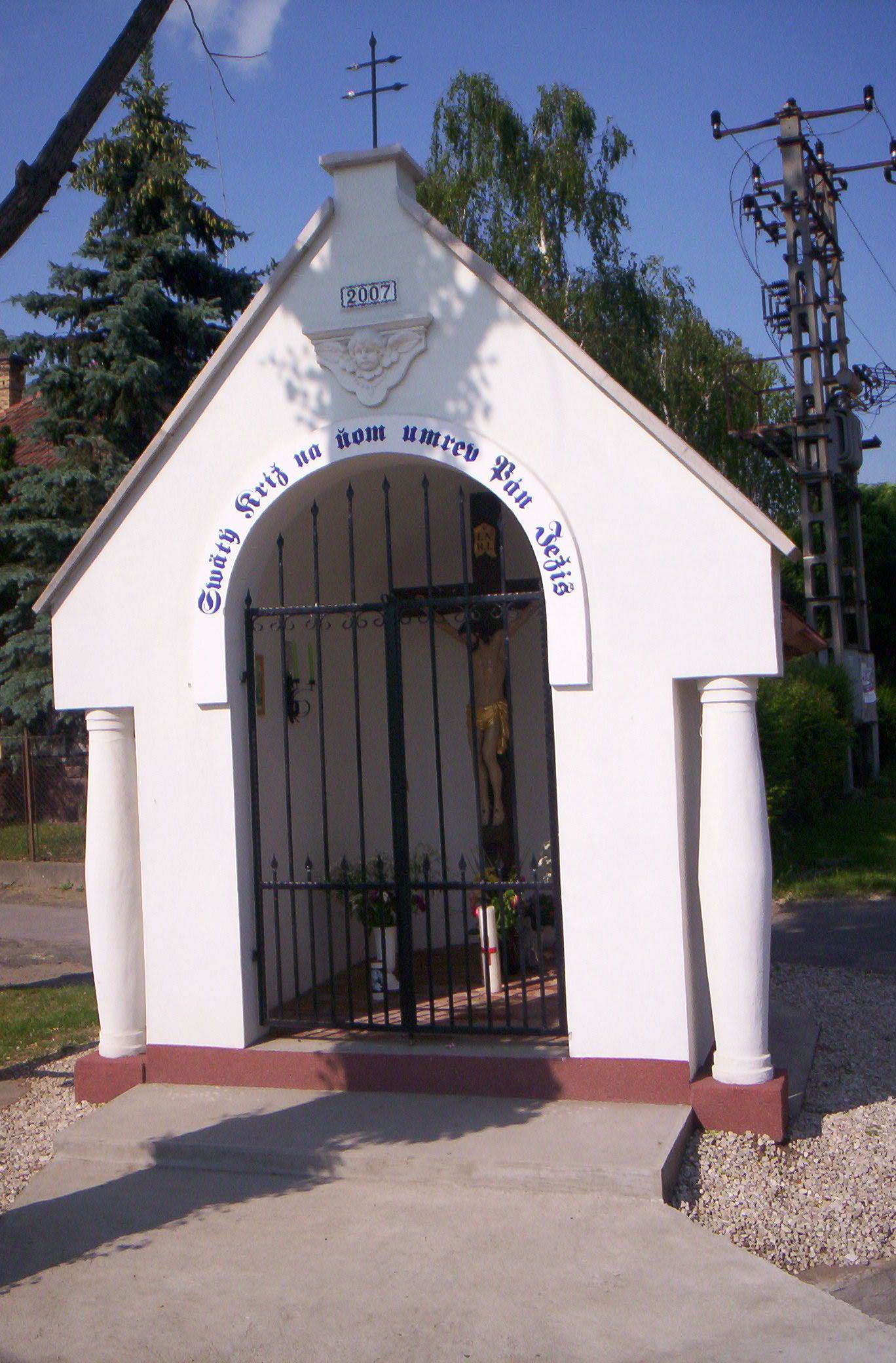
スロバキア系住民の礼拝堂
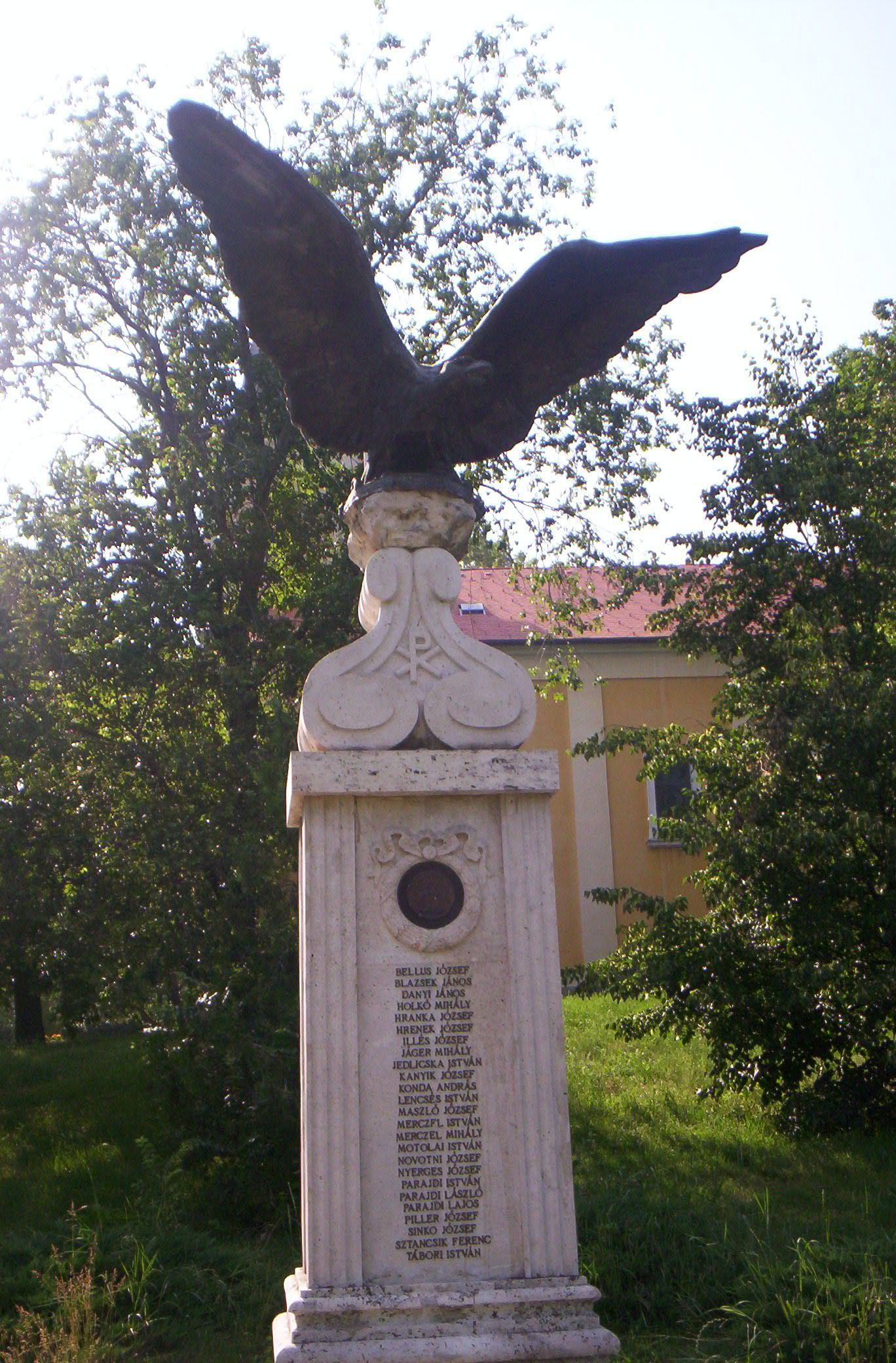
第二次世界大戦のモニュメント
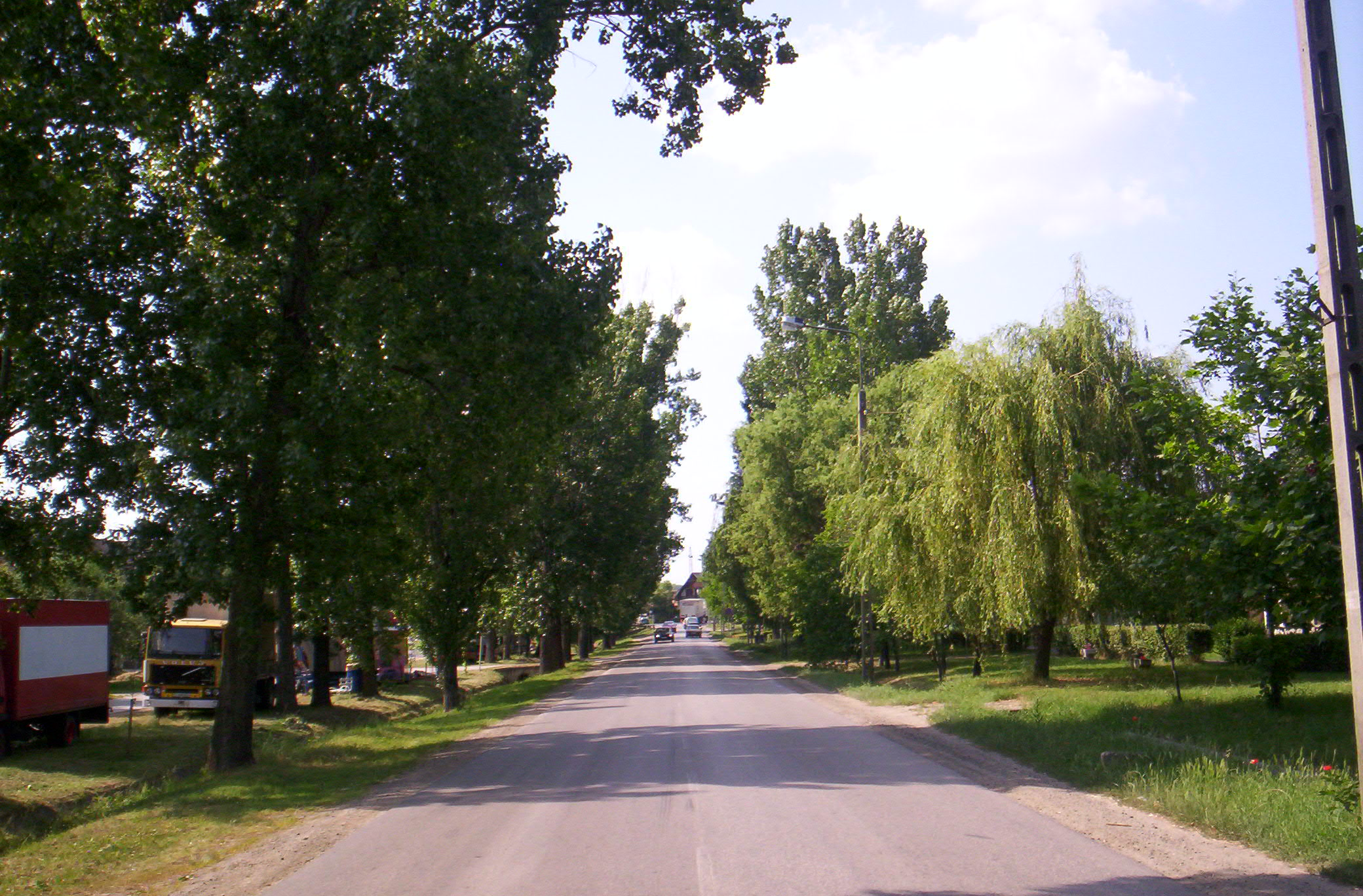
メインストリート Széchenyi utca
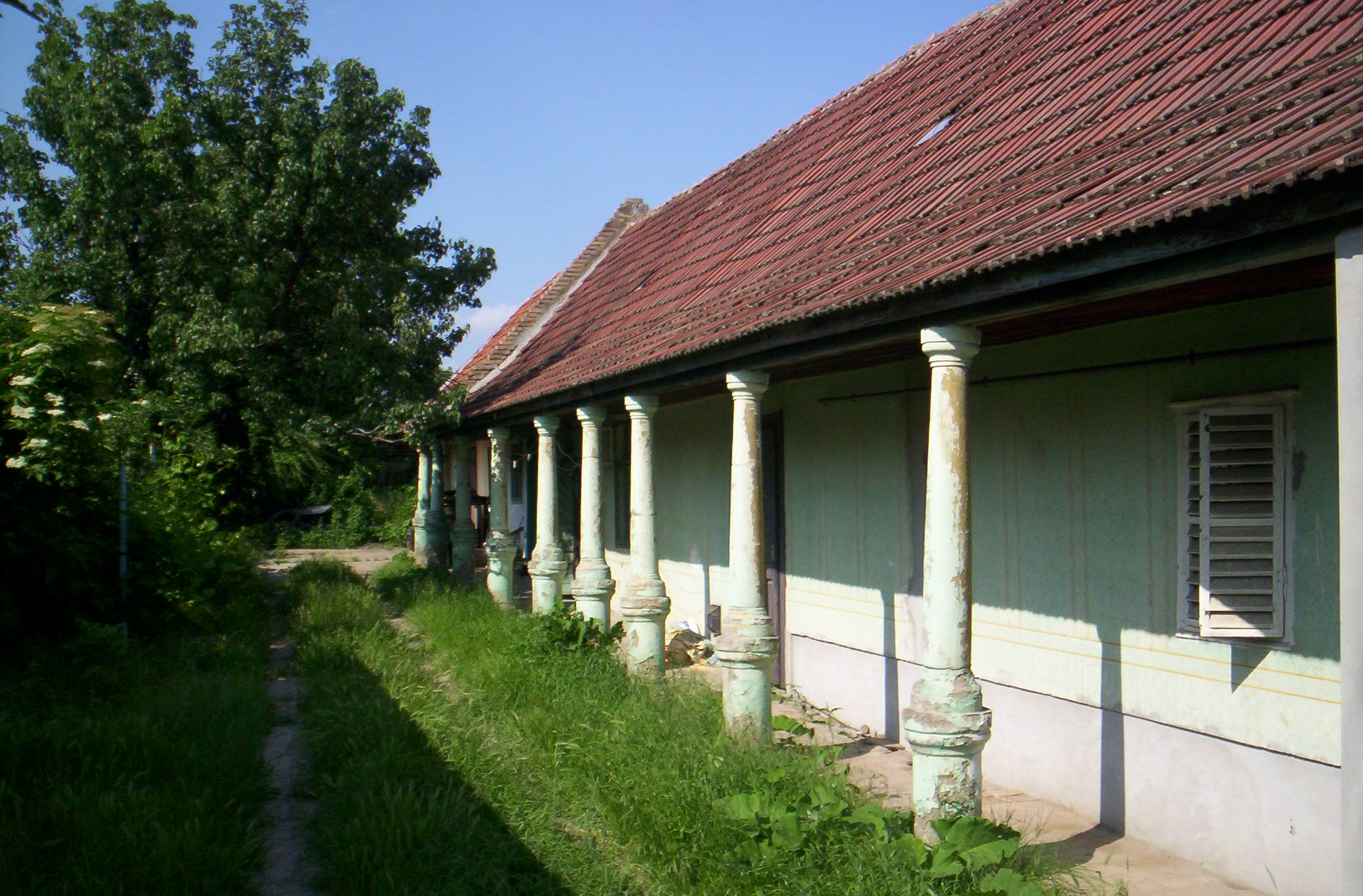
古い家の中庭
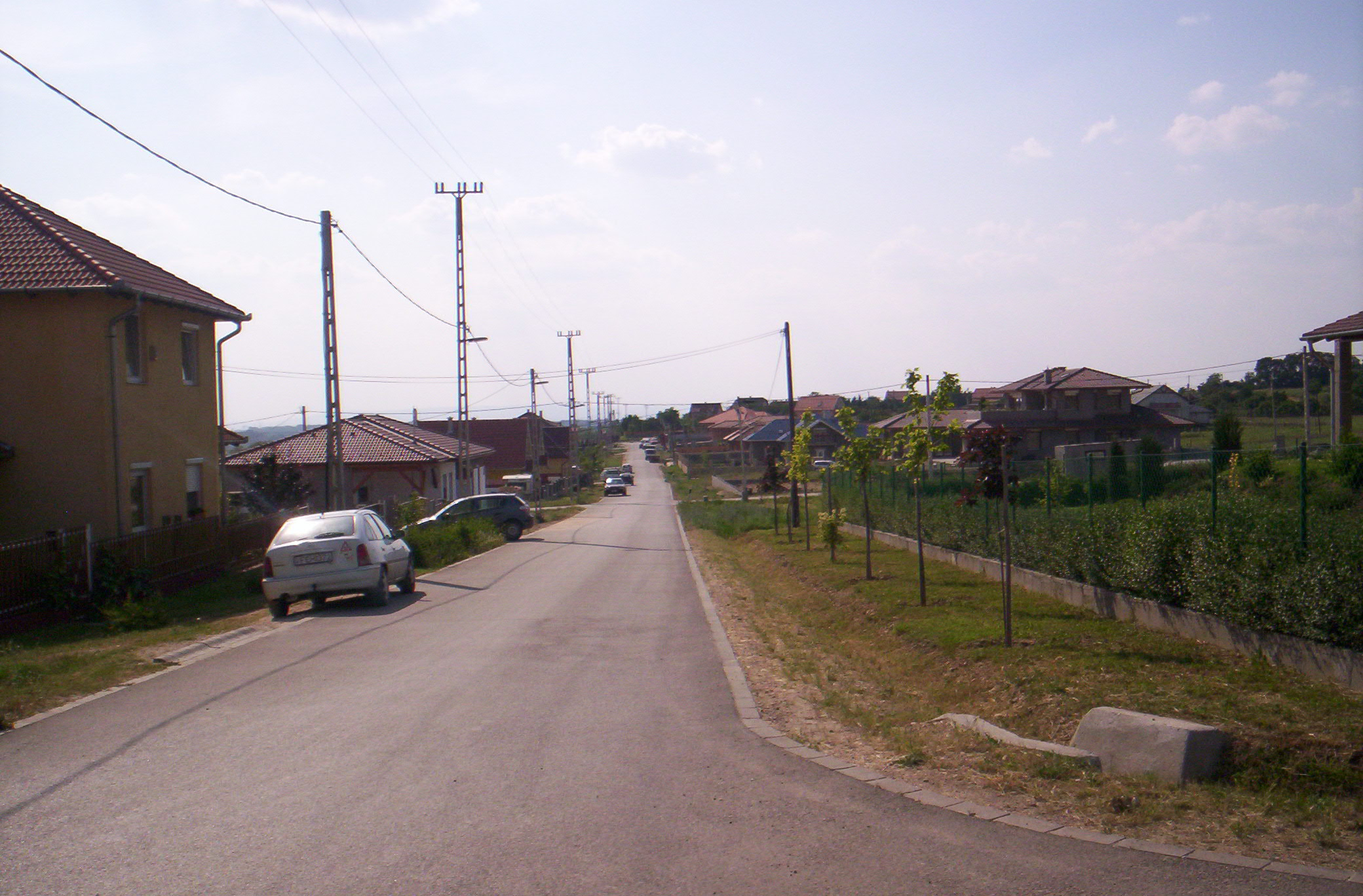
新しい市街地Kálvária Hill
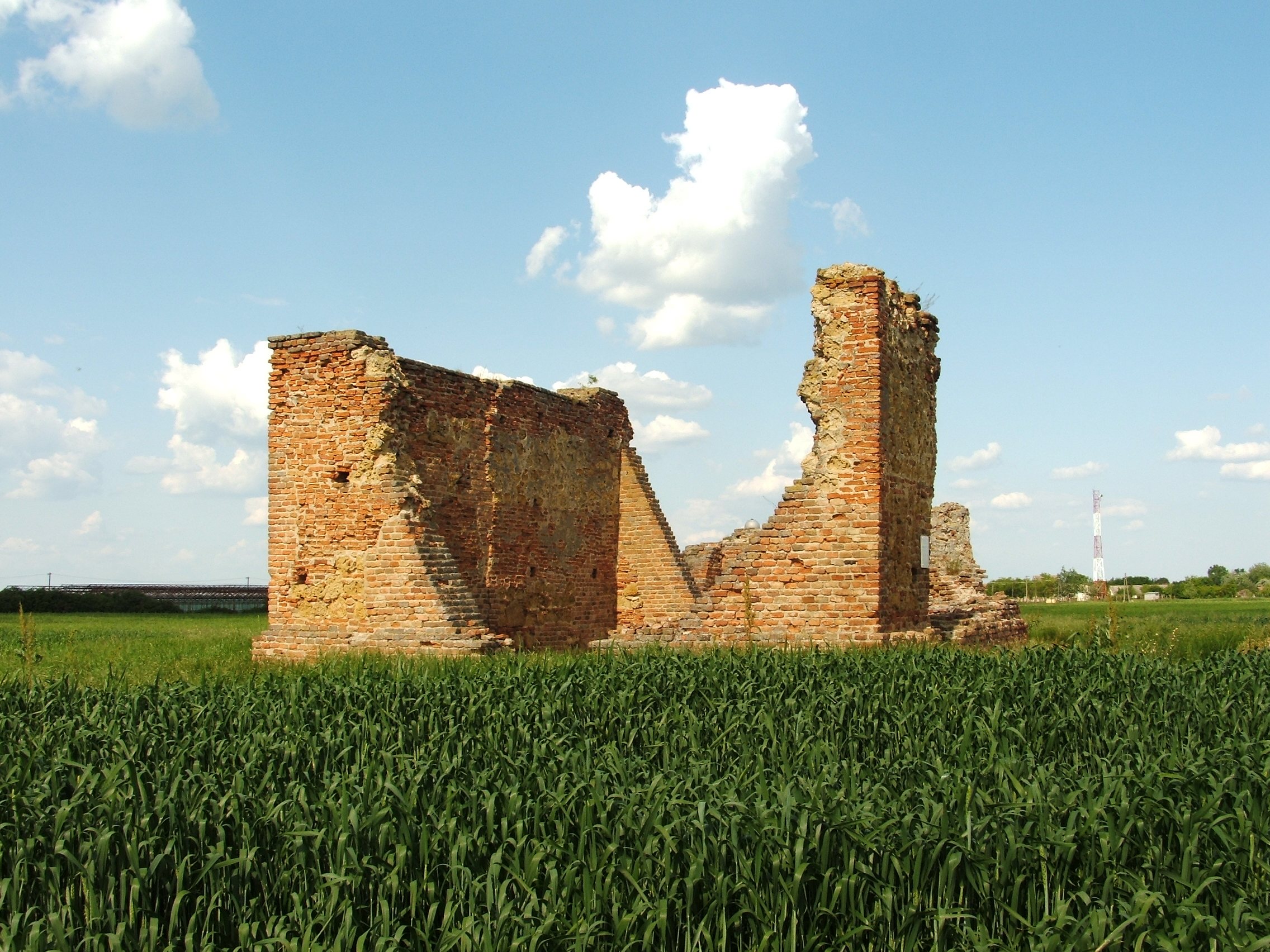
オスマン帝国とハンガリーの戦争で破壊された、中世の教会の遺跡